# Tardenoisien
Das Tardenoisien ist eine archäologische Kultur des Spätmesolithikums in Europa von ca. 6000–5000 v. Chr. Der Begriff wurde 1885 von Gabriel de Mortillet eingeführt, nach der nordfranzösischen Landschaft Tardenois im Département Aisne (Frankreich). Neben dem Landschaftsgebiet Tardenois war die Kultur auch im nordöstlich benachbarten Belgien verbreitet.
Während das Tardenoisien ursprünglich als Synonym des jüngeren Mesolithikums für ganz Mitteleuropa verwendet wurde, ist das heute nur noch regional der Fall. Gebräuchlich ist der Begriff auch in jüngerer Zeit noch in der Urgeschichte Bayerns. Es ist in etwa mit dem Spätmesolithikum in Mitteleuropa (Beuronien in Süddeutschland) zu parallelisieren, mit einer Fortdauer bis ins Frühneolithikum.

## Materielle Kultur
Gekennzeichnet ist das Tardenoisien durch geometrische Mikrolithen, zunächst einfache Spitzen mit Basisretusche („Tardenois-Spitzen“), sowie durch Dreiecksmikrolithen. Im späteren Abschnitt sind trapezförmige Spitzen und Harpunen aus Hirschgeweih häufig.